# John Hawkshaw
John Hawkshaw  (Leeds, 9 april 1811 - Londen, 2 juni 1891) was een Engels civiel ingenieur. Hij was voorzitter van het Engelse Institution of Civil Engineers van 1862-1863. Zijn meest opmerkelijke werk in Engeland is de Severntunnel. In Nederland is hij bekend vanwege de golfbrekers van IJmuiden.

## Zijn jonge jaren
Hij werd geboren in Leeds, Yorkshire als de zoon van Henry Hawkshaw, en volgde de middelbare school in Leeds. Al voor zijn 21e was, was hij zes of zeven jaar bezig geweest met spoorwegtechniek en de aanleg van wegen in zijn geboorteland, en in het jaar van zijn meerderjarigheid kreeg hij een aanstelling als ingenieur bij de Bolivar Mining Association in Venezuela. Maar het klimaat daar was meer dan zijn gezondheid kon verdragen, en in 1834 moest hij terug naar Engeland.

## Carrière
Hij kreeg al snel een baan onder Jesse Hartley aan de haven van Liverpool en werd vervolgens ingenieur die de leiding had over de spoorweg- en waterwerken van de "Manchester, Bolton and Bury Canal Company". In 1845 werd hij hoofdingenieur van de "Manchester and Leeds Railway", en in 1847 van het bedrijf, de "Lancashire and Yorkshire Railway" die de MLR had overgenomen. Voor dit bedrijf heeft hij een groot aantal zijlijnen aangelegd. In 1850 verhuisde hij naar Londen en begon te werken als raadgevend ingenieur, eerst alleen, maar later in samenwerking met Harrison Hayter. In die hoedanigheid was zijn werk zeer gevarieerd van aard en omvatte bijna elke tak van techniek.
Hij behield zijn connectie met de Lancashire & Yorkshire Company tot zijn pensionering van het professionele werk in 1888, en werd geraadpleegd over alle belangrijke technische punten die hem in die lange periode beïnvloedden. In Londen was hij verantwoordelijk voor de spoorwegen Charing Cross en Cannon Street, samen met de twee bruggen in die lijnen die over de Theems liepen; hij was ingenieur van de East London Railway, die onder de Theems door de bekende tunnel van Marc Brunel loopt; en samen met John Wolfe-Barry construeerde hij het gedeelte van de ondergrondse spoorlijn die de binnenste cirkel tussen de stations Aldgate en Mansion House voltooide.
Bovendien eisten veel spoorwegwerken zijn aandacht op in alle delen van de wereld - Duitsland, Rusland, India, Mauritius, enz. Een opmerkelijk punt in zijn spoorwegpraktijk was zijn pleidooi, in tegenstelling tot Robert Stephenson, van steilere hellingen dan voorheen wenselijk of mogelijk achtte, en al in 1838 sprak hij beslist zijn afkeuring uit over het onderhoud van het breedspoor op de Great Western, vanwege de problemen die hij voorzag in verband met toekomstige spoorweguitbreidingen, en omdat hij in het algemeen bezwaar maakte tot breuklijnen in de lijnen van een land.

### Het Noordzeekanaal
De aanleg van kanalen was een andere tak van techniek waarbij John Hawkshaw actief betrokken was. In 1862 werd hij hoofdwerktuigkundige van het Noordzeekanaal in dienst van de Amsterdamsche Kanaalmaatschappij. Oorspronkelijk was de technische leiding bij ir. Justus Dirks, maar doordat de uitgekozen aannemer (Mac Cormick) dit werk niet kon waarmaken werd gezocht naar een andere aannemer en meer financiering. Deze werd gevonden door Mac Cormick een samenwerking aan te laten gaan met de (ook Engelse) firma Lee. Voorwaarde was wel dat de technische leiding bij een Engelsman kwam, en dat werd John Hawkshaw, en Dirks werd op een zijspoor gezet. Wel stelde hij een Nederlandse adviseur aan, de waterbouw- en spoorwegingenieur Jan Abel Adriaan Waldorp.

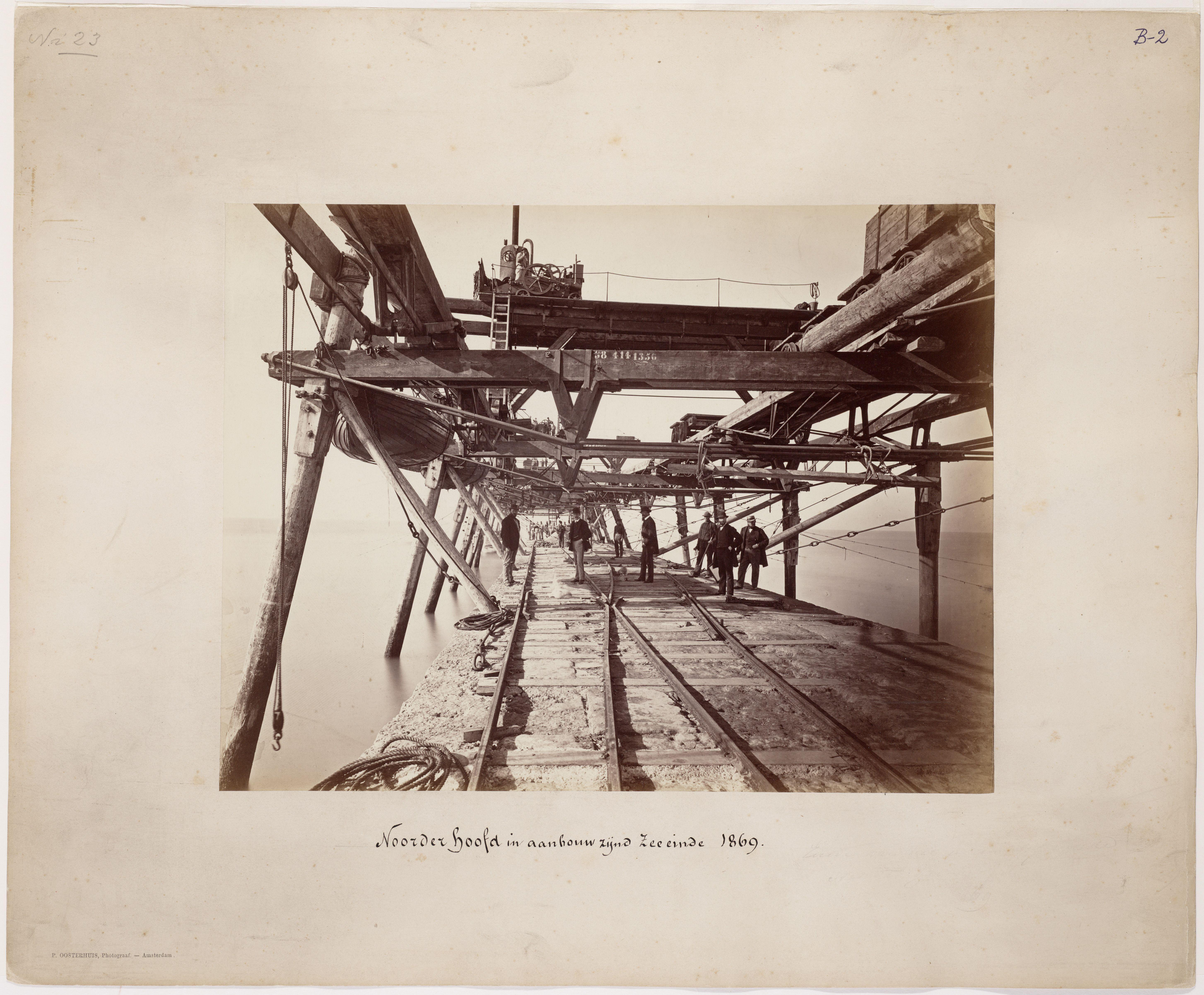
De bouw van de havenhoofden van IJmuiden in 1868
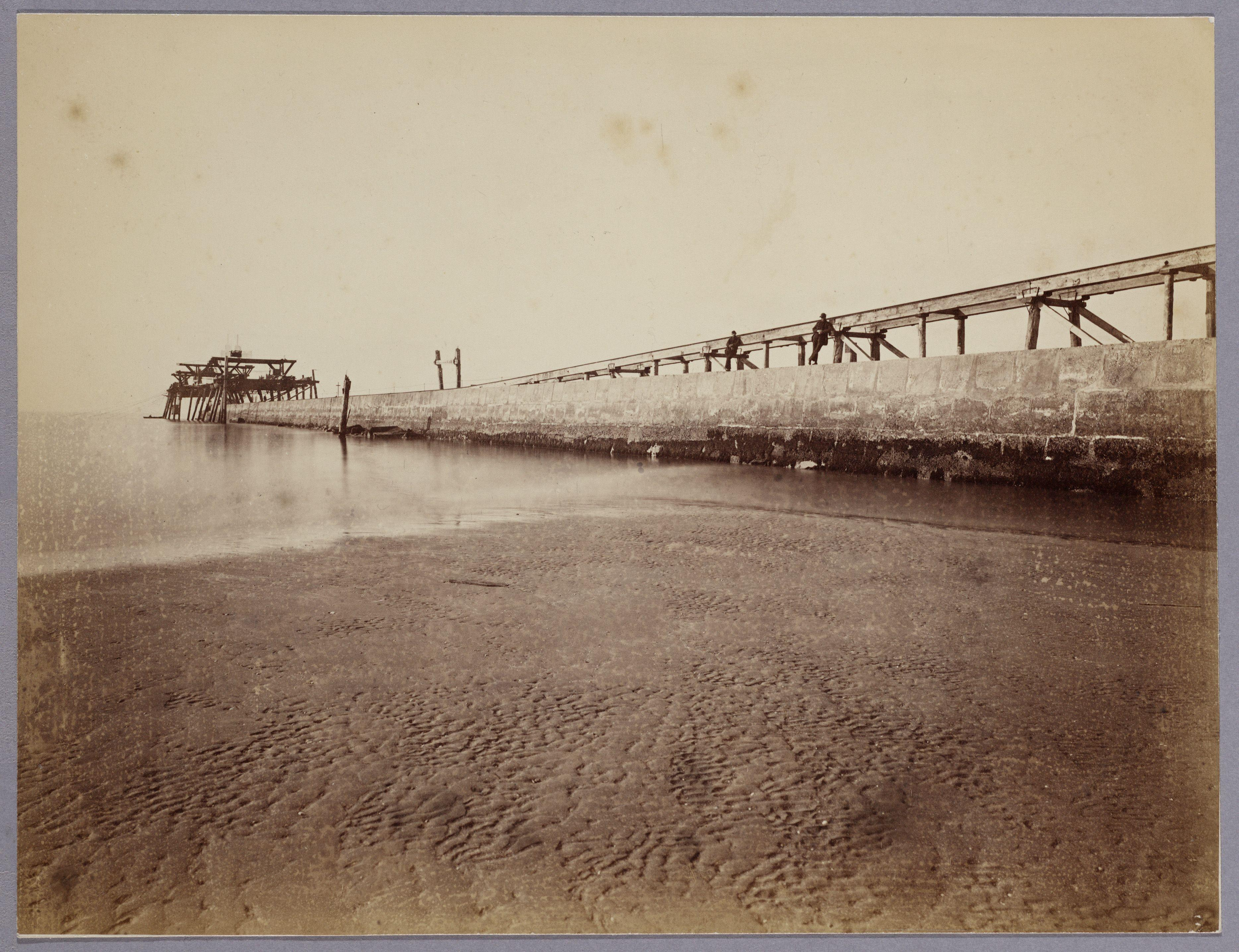
Het Noorderhoofd in aanleg 1868
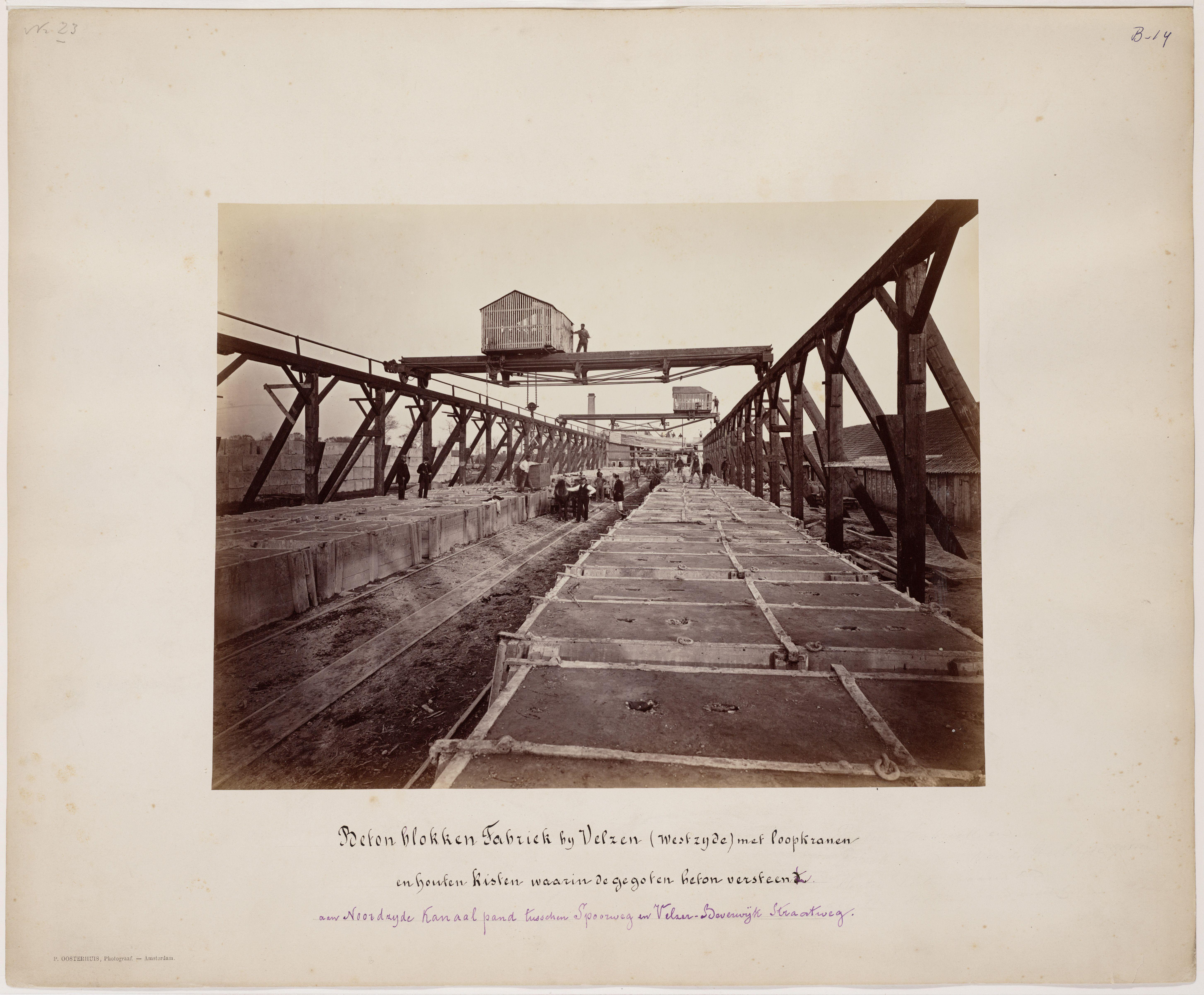
De "betonblokkenfabriek" in Wijkeroog (nu Velsen-Noord)

### Het Suezkanaal
Volgens de Encyclopedia Brittanica van 1911  (aangehaald in de Engelstalige Wikipedia) was hij betrokken bij de besluitvorming rond de bouw van het Suezkanaal, toen dit in een impasse raakte. Dit is gebaseerd op een lezing van Lord Houghton, die dit aanhaalde als uitspraak van De Lesseps. Bekend is dat de onderkoning van Egypte (Kedive) er niet zeker van was of het plan van Ferdinand de Lesseps wel uitvoerbaar was, en hij vormde een internationale commissie om hem hierover te adviseren. Voorzitter hiervan was de Nederlander Frederik Willem Conrad Jr. In zijn publicatie hierover vermeldt hij alle leden; in deze ledenlijst ontbreekt Hawkshaw echter (wel staan vermeld de Engelsen Harris, Mac-Clean, Manby en Rendel). Ook in de verzamelde publicaties van De Lesseps wordt Hawkshaw niet genoemd. Zijn rol was wellicht minder groot dan hij zichzelf toedichtte.

### Tunnels

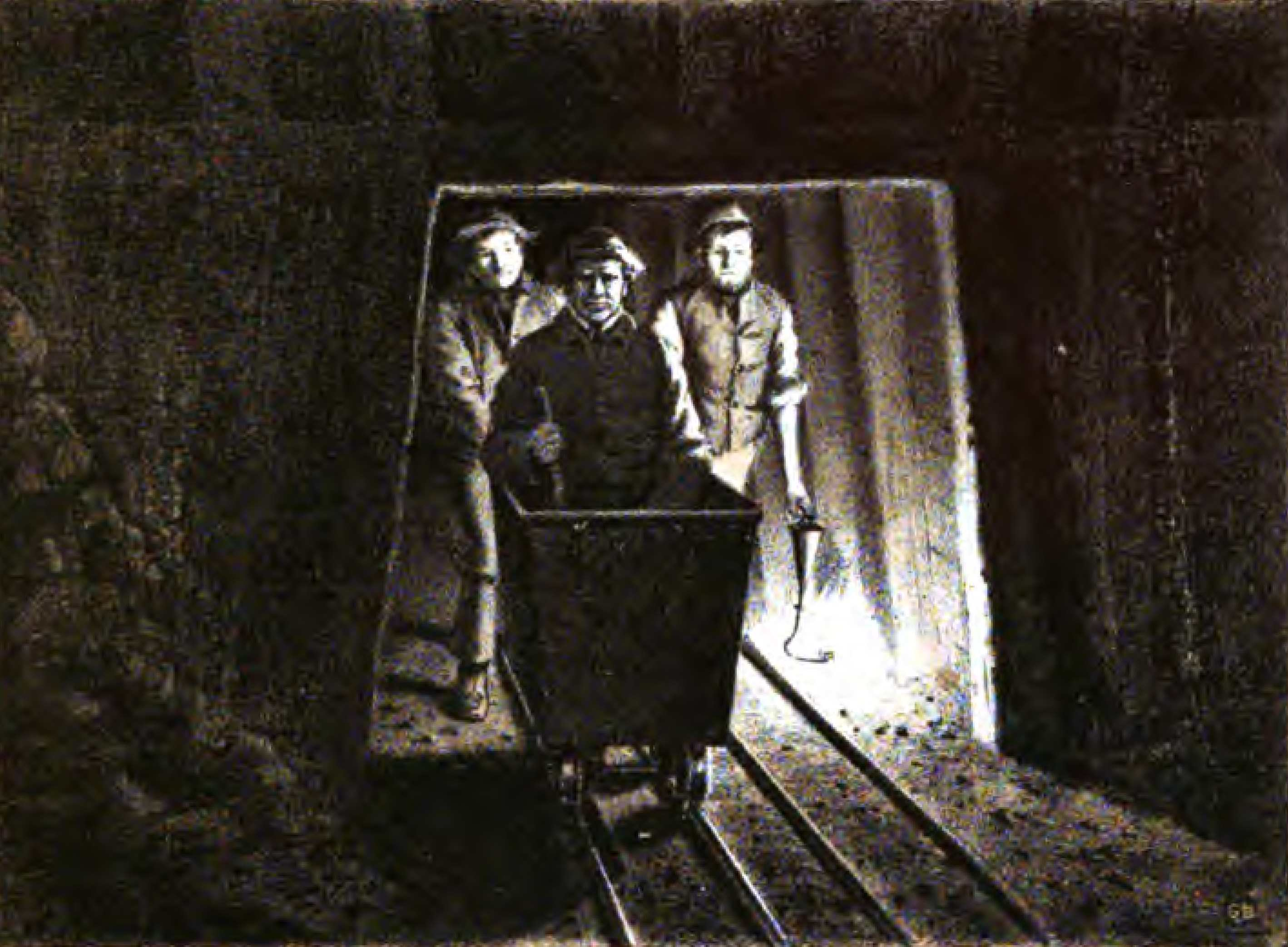
John Hawkshaw (in karretje) inspecteerd de Severn Tunnel tijdens de bouw

Hij was samen met James Brunlees, de ingenieur van de oorspronkelijke Channel Tunnel Company uit 1872, maar vele jaren eerder had hij voor zichzelf de kwestie van een tunnel onder de Straat van Dover (het Kanaal) vanuit technisch oogpunt onderzocht, en was tot de overtuiging gekomen dat in zijn haalbaarheid, voor zover dat uit boringen en onderzoeken kon worden bepaald. Vervolgens raakte hij er echter van overtuigd dat de tunnel niet in het voordeel van Groot-Brittannië zou zijn en daarna niets meer met het project te maken zou hebben. Hij was ook raadgevend ingenieur voor de Severntunnel, wat, gezien zijn omvang en de moeilijkheden bij de bouw, een van de meest opmerkelijke technische ondernemingen van de 19e eeuw was. Na de overstroming van de tunnel in 1879, nam hij Thomas A. Walker in dienst als hoofdaannemer om het werk te voltooien.

### De haven van Buenos Aires

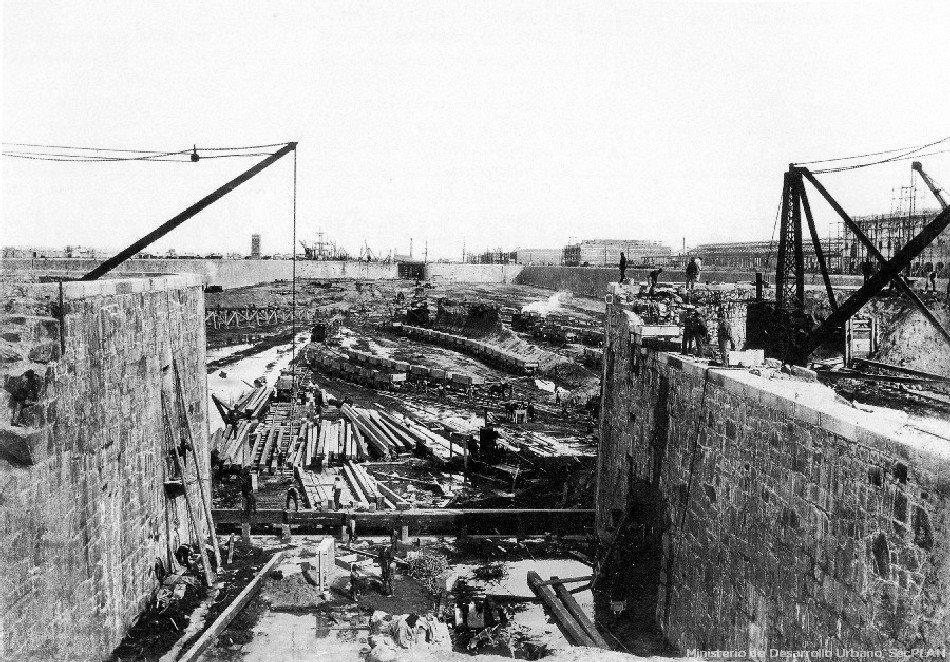
Puerto Madero in aanbouw, 1891

Hij ontwierp ook de beroemde Puerto Madero, de haven van Buenos Aires, in samenwerking met Thomas A. Walker en James Murray Dobson. De werken begonnen met de bouw in 1885 en werden voltooid in 1898.

## Familie
In 1835 trouwde hij met Ann Jackson (overleden 1885). Ann en John kregen zes kinderen: Mary Jane Jackson (1838), Ada (1840), John Clarke (1841), Henry Paul (1843), Editha (1845) en Oliver (1846). Ada stierf in 1845 aan een waterhoofd. Oliver stierf in 1856 nadat hij buiktyfus had opgelopen terwijl het gezin op vakantie was in Pitlochry, Schotland. Zijn zoon, John Clarke was ook een civiel ingenieur.
Hij stierf in Londen op 2 juni 1891.

## Onderscheidingen, prijzen en trivia
- Hij werd verkozen tot Fellow van de Royal Society in juni 1855.[9]
- In 1875 werd hij verkozen tot Fellow van de Royal Society of Edinburgh. Zijn voorstellers waren David Stevenson, James Leslie, Thomas Stevenson en Henry Charles Fleeming Jenkin.[10]
- Hij diende als voorzitter van de Institution of Civil Engineers tussen december 1861 en december 1863.[11]
- Hij werd geridderd in 1873.
- Hij werd verkozen tot erelid van de American Society of Civil Engineers in 1880.[12]
- Er is een pub bij Cannon Street station met de naam "The Sir John Hawkshaw".

- Biblioteca Nacional de España: XX1302116
- Biografisch Portaal: 07918940
- Digitale Bibliotheek voor de Nederlandse Letteren: hawk001
- Gemeinsame Normdatei: 1049473930
- International Standard Name Identifier: 0000 0000 3744 5645
- Library of Congress Control Number: no89020607
- SNAC: w6cg9xpm
- Système universitaire de documentation: 244919313
- Virtual International Authority File: 4145857771023020446
- WorldCat: E39PBJmTqXFmtm4xm6FDjqChHC